# 대한중석 축구단
대한중석 축구단(大韓重石蹴球團, Korea Tungsten Company Football Club)은 대한민국에 있었던 실업 축구단이다. 대한중석의 상동광업소가 있던 강원도 영월군 상동 광산 지역에서 1956년에 창단되었으며, 대한민국 최초의 실업 축구단이다. 박태준 전 포스코 회장에 의해 1960년대 최고의 전성기를 보냈다. 1972년 순수 직장인 동호회처럼 일주일에 2일씩만 축구를 하라는 회사의 방침에 의해 선수들이 반발하면서 사표를 제출하면서 해체되었다.

## 시즌별 개요
| 시즌 | 대회                 | 참가팀 | 경기 | 승 | 무 | 패 | 득 | 실 | 차 | 승점 | 순위 |
| ---- | -------------------- | ------ | ---- | -- | -- | -- | -- | -- | -- | ---- | ---- |
| 1967 | 아시안 클럽 챔피언십 | 6      | 2    | 0  | 1  | 1  | 0  | 1  | -1 |      | 3위  |

## 주요 선수
- 박세학
- 이회택
- 최은택